# Danghe Nanshan
Danghe Nanshan (chiń. upr. 党河南山; chiń. trad. 黨河南山; pinyin Dǎnghé Nánshān), także Ulan Daban (chiń. upr. 乌兰达坂; chiń. trad. 烏蘭達坂; pinyin Wūlán Dábǎn), hist. Góry Humboldta – zrębowe pasmo górskie w środkowych Chinach, część gór Qilian Shan. Rozciąga się na długości ok. 350 km, najwyższy szczyt sięga 5620 m n.p.m. Pasmo wznosi się 1000–2000 m nad poziom otaczającej płaskowyżu i jest słabo rozczłonkowane. Zbudowane głównie ze skał osadowych. Występują lodowce górskie i roślinność typowa dla obszarów chłodnych pustyń wysokogórskich.